# Hard Times (filme de 1915)
Hard Times é um filme mudo britânico de 1915, dirigido por Thomas Bentley e estrelado por Bransby Williams, Leon M. Lion e Dorothy Bellew. Foi baseado no romance Hard Times (1854), de Charles Dickens.

## Trama
Um homem rouba seu cunhado, dono de uma fábrica e é acusado de roubar um inocente tecelão.

## Elenco
- Bransby Williams - Gradgrind
- Leon M. Lion - Tom Gradgrind
- Dorothy Bellew - Louisa
- Madge Tree - Rachael
- Mr. Forrest - Stephen Blackpool
- F. Lymons - Josiah Bounderby
- Will Corrie - Sleary
- Clara Cooper - Cissie Jupe
- J. Wynn Slater - James Harthouse